# Бима (Лаишевский район)
Бима (тат. Бимә) — село в Лаишевском районе республики Татарстан. Входит в состав Егорьевского сельского поселения.

## География
Село находится в 30 километрах к северу от Лаишево, расположено в 1 км от реки Мёша.
Бима находится в часовой зоне МСК (московское время). Смещение применяемого времени относительно UTC составляет +3:00.

## История
Село известно со времён Казанского ханства
До 1920 года деревня входила в Державинскую волость Лаишевского уезда Казанской губернии. С 1920 года находилась в составе Лаишевского кантона Татарской АССР, с 14 февраля 1927 года — в Лаишевском, с 1 февраля 1963 года — в Пестречинском, с 12 января 1965 года — вновь в Лаишевском районе.

## Население
По состоянию на 2002 год в деревне проживало 185 человек.
| 2002 |
| ---- |
| 185  |